# 폴 로블링
폴 로블링(Paul Roebling, 1934년 3월 1일 ~ 1994년 7월 27일)은 미국의 배우, 연극 배우, 성우이다.
필라델피아에서 태어났다.

## 영화
- 베이스볼 (1994년)
- 대로우 (1991년)
- 복수의 25시 (1991년)
- 천사의 분노 2 (1986년)
- 천사의 분노 (1983년)
- 블루 썬더 (1983년)
- 도시의 제왕 (1981년)